# Puchar Kontynentalny mężczyzn w kombinacji norweskiej 2019/2020
Sezon 2019/2020 Pucharu Kontynentalnego mężczyzn w kombinacji norweskiej rozpoczął się 13 grudnia 2019 w amerykańskim Park City, zaś ostatnie zawody z tego cyklu zostały rozegrane 12 marca 2020 w rosyjskim Niżnym Tagile. Zawody były rozgrywane w USA, Niemczech, Norwegii, Słowenii, Austrii, Finlandii i Rosji. 
Tytułu bronił Austriak Paul Gerstgraser oraz reprezentacja Norwegii w Pucharze Narodów.
W tym sezonie natomiast najlepszy okazał się Niemiec Jakob Lange, natomiast w Pucharze Narodów najlepsi byli Norwegowie.

## Kalendarz i wyniki
| Lp. | Data             | Miejscowość    | Konkurencja                      | 1. miejsce                                                                            | 2. miejsce                                                                       | 3. miejsce                                                                |
| --- | ---------------- | -------------- | -------------------------------- | ------------------------------------------------------------------------------------- | -------------------------------------------------------------------------------- | ------------------------------------------------------------------------- |
| 1.  | 13 grudnia 2019  | Park City      | Gundersen HS100/10 km            | Jakob Lange                                                                           | Sindre Ure Søtvik                                                                | Leif Torbjørn Næsvold                                                     |
| 2.  | 14 grudnia 2019  | Park City      | Start masowy HS100/10 km         | Jakob Lange                                                                           | Raffaele Buzzi                                                                   | Paul Gerstgraser                                                          |
| 3.  | 15 grudnia 2019  | Park City      | Gundersen HS100/10 km            | Jakob Lange                                                                           | Paul Gerstgraser                                                                 | Leif Torbjørn Næsvold                                                     |
| 4.  | 11 stycznia 2020 | Oberwiesenthal | Gundersen HS105/10 km            | Harald Johnas Riiber                                                                  | Simen Tiller                                                                     | Sindre Ure Søtvik                                                         |
| 5.  | 12 stycznia 2020 | Oberwiesenthal | Gundersen HS105/10 km            | Harald Johnas Riiber                                                                  | Paul Gerstgraser                                                                 | Jakob Eiksund Sæthre                                                      |
| 6.  | 17 stycznia 2020 | Klingenthal    | Start masowy HS106/10 km         | Odwołano                                                                              | Odwołano                                                                         | Odwołano                                                                  |
| 7.  | 18 stycznia 2020 | Klingenthal    | Gundersen HS106/10 km            | Harald Johnas Riiber                                                                  | Lars Ivar Skårset                                                                | Manuel Einkemmer                                                          |
| 8.  | 19 stycznia 2020 | Klingenthal    | Gundersen HS106/10 km            | Harald Johnas Riiber                                                                  | Simen Tiller                                                                     | Sindre Ure Søtvik                                                         |
| 9.  | 25 stycznia 2020 | Rena           | Gundersen HS109/10 km            | Jakob Eiksund Sæthre                                                                  | Sindre Ure Søtvik                                                                | Lars Ivar Skårset                                                         |
| 10. | 26 stycznia 2020 | Rena           | Gundersen HS109/10 km            | Lars Ivar Skårset                                                                     | Lars Burås                                                                       | Andreas Skoglund                                                          |
| 11. | 1 lutego 2020    | Planica        | Gundersen HS138/10 km            | Lars Ivar Skårset                                                                     | Jakob Lange                                                                      | Paul Gerstgraser                                                          |
| 12. | 2 lutego 2020    | Planica        | Gundersen HS138/10 km            | Lars Ivar Skårset                                                                     | Jakob Lange                                                                      | Simen Tiller                                                              |
| 13. | 22 lutego 2020   | Eisenerz       | Start masowy HS109/10 km         | Jakob Lange                                                                           | Simen Tiller                                                                     | Stefan Rettenegger                                                        |
| 14. | 22 lutego 2020   | Eisenerz       | Sztafeta mieszana HS109/4x2,5 km | Norwegia Aleksander Skoglund · Mari Leinan Lund · Gyda Westvold Hansen · Simen Tiller | Austria Thomas Rettenegger · Sigrun Kleinrath · Lisa Hirner · Stefan Rettenegger | Japonia Daimatsu Takehana · Anju Nakamura · Ayane Miyazaki · Kodai Kimura |
| 15. | 23 lutego 2020   | Eisenerz       | Gundersen HS109/10 km            | Manuel Einkemmer                                                                      | Raffaele Buzzi                                                                   | Lukas Runggaldier                                                         |
| 16. | 7 marca 2020     | Lahti          | Gundersen HS130/10 km            | Jakob Lange                                                                           | Lars Burås                                                                       | Raffaele Buzzi                                                            |
| 17. | 8 marca 2020     | Lahti          | Gundersen HS130/10 km            | Jakob Lange                                                                           | Kasper Moen Flatla                                                               | Raffaele Buzzi                                                            |
| 18. | 11 marca 2020    | Niżny Tagił    | Gundersen HS97/10 km             | Jakob Lange                                                                           | Lars Burås                                                                       | Aleksander Skoglund                                                       |
| 19. | 12 marca 2020    | Niżny Tagił    | Gundersen HS97/10 km             | Jakob Lange                                                                           | Lars Ivar Skårset                                                                | Simen Tiller                                                              |

## Wyniki reprezentantów Polski
| Zawodnik | Soldier Hollow & Utah Olympic Park 13.12 | Soldier Hollow & Utah Olympic Park 14.12 | Soldier Hollow & Utah Olympic Park 15.12 | Oberwiesenthal 11.01 | Oberwiesenthal 12.01 | Klingenthal 17.01 | Klingenthal 18.01 | Rena 25.01 | Rena 26.01 | Planica 01.02 | Planica 02.02 | Eisenerz 21.02 | Eisenerz 23.02 | Lahti 07.03 | Lahti 08.03 | Niżny Tagił 11.03 | Niżny Tagił 12.03 |
| Mateusz Jarosz | –                                        | –                                        | –                                        | 50                   | 39                   | –                 | –                 | 36         | 41         | 45            | 33            | –              | –              | –           | –           | 38                | dsq1              |
| Bartłomiej Klimowski | –                                        | –                                        | –                                        | 48                   | 54                   | –                 | –                 | 48         | 52         | –             | –             | –              | –              | –           | –           | dns               | dns               |
| Piotr Kudzia | –                                        | –                                        | –                                        | 40                   | 33                   | 36                | 35                | 42         | 34         | 40            | 31            | –              | –              | –           | –           | 35                | 35                |
| Wojciech Marusarz | 28                                       | 23                                       | 24                                       | –                    | –                    | 33                | 26                | –          | –          | –             | –             | –              | –              | –           | –           | –                 | –                 |
| Adam Skupień | –                                        | –                                        | –                                        | 52                   | 57                   | 51                | 56                | –          | –          | –             | –             | –              | –              | –           | –           | –                 | –                 |
| Andrzej Szczechowicz | –                                        | –                                        | –                                        | –                    | –                    | –                 | –                 | –          | –          | 52            | 46            | –              | –              | –           | –           | 30                | 30                |
| Paweł Twardosz | –                                        | –                                        | –                                        | –                    | –                    | 42                | dns               | 32         | 37         | 41            | 40            | –              | –              | –           | –           | –                 | –                 |
| 1-3 4-30 poniżej 30 dnf – Zawodnik nie ukończył biegu. dns – Zawodnik nie pojawił się na starcie biegu. DNS – Zawodnik nie wystąpił w konkursie głównym. dsq – Zawodnik został zdyskwalifikowany w konkursie głównym. |                                          |                                          |                                          |                      |                      |                   |                   |            |            |               |               |                |                |             |             |                   |                   |
| 1 Zawodnik został zdyskwalifikowany po skoku/przed skokiem za nieodpowiedni z regulaminem kombinezon. |                                          |                                          |                                          |                      |                      |                   |                   |            |            |               |               |                |                |             |             |                   |                   |

## Klasyfikacja generalna
| M.  | Zawodnik             | Punkty |
| --- | -------------------- | ------ |
| 1.  | Jakob Lange          | 1148   |
| 2.  | Paul Gerstgraser     | 700    |
| 3.  | Lars Ivar Skårset    | 692    |
| 4.  | Sindre Ure Søtvik    | 552    |
| 5.  | Simen Tiller         | 521    |
| 6.  | Lars Burås           | 447    |
| 7.  | Harald Johnas Riiber | 400    |
| 8.  | Aleksander Skoglund  | 359    |
| 9.  | Justin Moczarski     | 357    |
| 10. | Raffaele Buzzi       | 354    |
| ... |                      |        |
| 65. | Wojciech Marusarz    | 23     |
| 90. | Andrzej Szczechowicz | 2      |

## Puchar Narodów
| Lp. | Państwo           | Punkty |
| --- | ----------------- | ------ |
| 1.  | Norwegia          | 4333   |
| 2.  | Niemcy            | 2768   |
| 3.  | Austria           | 2536   |
| 4.  | Włochy            | 881    |
| 5.  | Stany Zjednoczone | 725    |
| 6.  | Japonia           | 687    |
| 7.  | Finlandia         | 462    |
| 8.  | Czechy            | 407    |
| 9.  | Francja           | 399    |
| 10. | Słowenia          | 324    |
| 11. | Rosja             | 305    |
| 12. | Ukraina           | 141    |
| 13. | Polska            | 25     |
| 14. | Korea Południowa  | 9      |
| 15. | Kanada            | 6      |